# Augustin Malý
ThDr. Augustin Malý (26. srpna 1908 Počátky – 16. listopadu 1984 Pelhřimov) byl český římskokatolický kněz, spirituál kněžského semináře v Českých Budějovicích a v letech 1968 až 1972 generální vikář českobudějovické diecéze.

## Život
Pocházel z Počátek, kněžské svěcení přijal 31. března 1935 v Českých Budějovicích. V období druhé světové války a po ní vyučoval starozákonní biblistiku, hebrejštinu a aramejštinu v českobudějovickém kněžském semináři; po druhé světové válce také působil jako jeho spirituál, na počátku akademického roku 1948/1949 byl ustanoven jeho rektorem, avšak krátce poté se opět vrátil k funkci spirituála.
V roce 1950 byl internován v Želivském klášteře a později převezen do Hájku u Unhoště; dne 19. září 1953 jej Krajský soud v Českých Budějovicích odsoudil k trestu odnětí svobody na 13 let. Po návratu biskupa Hloucha do čela českobudějovické diecéze se stal v červnu 1968 jeho generálním vikářem, jímž zůstal až do Hlouchovy smrti v roce 1972. Ještě 10. února 1972 žádal Josef Hlouch o státní souhlas k jeho jmenování kanovníkem českobudějovické kapituly, k tomu ovšem nedošlo. V letech 1973–1984 působil Malý jako duchovní správce v Onšově. Spolupracoval také na překladu Jeruzalémské bible do češtiny.

## Dílo
- Seznam děl v Souborném katalogu ČR, jejichž autorem nebo tématem je Augustin Malý

- Bratrské slovo našim kněžím, vlastním nákladem, České Budějovice 1939
- Svatý Vojtěch jinochům, vlastním nákladem, České Budějovice 1947

| Generální vikář českobudějovické diecéze | Generální vikář českobudějovické diecéze | Generální vikář českobudějovické diecéze |
| ---------------------------------------- | ---------------------------------------- | ---------------------------------------- |
| Předchůdce: Josef Buchta                 | 1968–1972 Augustin Malý                  | Nástupce: Václav Dvořák                  |